# Donghak
 (septembre 2023).
La mise en forme du texte ne suit pas les recommandations de Wikipédia : il faut le « wikifier ».
Les points d'amélioration suivants sont les cas les plus fréquents. Le détail des points à revoir est peut-être précisé sur la page de discussion.
- Les titres sont pré-formatés par le logiciel. Ils ne sont ni en capitales, ni en gras.
- Le texte ne doit pas être écrit en capitales (les noms de famille non plus), ni en gras, ni en italique, ni en « petit »…
- Le gras n'est utilisé que pour surligner le titre de l'article dans l'introduction, une seule fois.
- L'italique est rarement utilisé : mots en langue étrangère, titres d'œuvres, noms de bateaux, etc.
- Les citations ne sont pas en italique mais en corps de texte normal. Elles sont entourées par des guillemets français : « et ».
- Les listes à puces sont à éviter, des paragraphes rédigés étant largement préférés. Les tableaux sont à réserver à la présentation de données structurées (résultats, etc.).
- Les appels de note de bas de page (petits chiffres en exposant, introduits par l'outil «  Source ») sont à placer entre la fin de phrase et le point final[comme ça].
- Les liens internes (vers d'autres articles de Wikipédia) sont à choisir avec parcimonie. Créez des liens vers des articles approfondissant le sujet. Les termes génériques sans rapport avec le sujet sont à éviter, ainsi que les répétitions de liens vers un même terme.
- Les liens externes sont à placer uniquement dans une section « Liens externes », à la fin de l'article. Ces liens sont à choisir avec parcimonie suivant les règles définies. Si un lien sert de source à l'article, son insertion dans le texte est à faire par les notes de bas de page.
- La présentation des références doit suivre les conventions bibliographiques. Il est recommandé d'utiliser les modèles {{Ouvrage}}, {{Chapitre}}, {{Article}}, {{Lien web}} et/ou {{Bibliographie}}. Le mode d'édition visuel peut mettre en forme automatiquement les références.
- Insérer une infobox (cadre d'informations à droite) n'est pas obligatoire pour parachever la mise en page.

Pour une aide détaillée, merci de consulter Aide:Wikification.
Si vous pensez que ces points ont été résolus, vous pouvez retirer ce bandeau et améliorer la mise en forme d'un autre article.
Donghak (anciennement orthographié Tonghak ; litt.était un mouvement académique du néoconfucianisme coréen fondé en 1860 par Choe Je-u. Le mouvement est né en réaction au seohak ( litt. "L'apprentissage occidental" ' ) dans le but de permettre un retour à la "Voie du Ciel". Alors que le Donghak était à l'origine un mouvement de renaissance et de réactualisation des enseignements confucéens, il a progressivement évolué vers une religion connue aujourd'hui sous le nom de cheondoïsme en Corée actuellement gérée par le troisième patriarche Son Byong-hi.

## Histoire
La dynastie Joseon, qui défendait le néo-confucianisme comme idéologie d'État, a vu une polarisation croissante entre les érudits confucéens orthodoxes et des intellectuels du confucianisme qui souhaitaient raviver l'éthique sociale et réformer la société. La présence et la pression croissantes de l'Occident ont avivé le sentiment d'urgence des réformateurs, et c'est ainsi que Choe Je-u a écrit pour la première fois son traité Dongkyeong Daejeon ou la grande encyclopédie de l'occident (coréen : 동경대전 ; hanja : 東經大全). Ce traité marquait la première utilisation du terme « apprentissage oriental » et appelait au rejet de Dieu (au sens chrétien) et d'autres aspects de la théologie chrétienne.
Choe était alarmé par l'intrusion du christianisme en Corée (천주교, Cheonjugyo ; Catholicisme) et l'occupation anglo-française de Pékin. Il pensait que le meilleur moyen de contrer l'influence étrangère était d'introduire la démocratie, d'établir les droits de l'homme et de créer un paradis sur Terre indépendant de toute ingérence étrangère.
Il a déclenché une rébellion des paysans en les convertissant au Donghak et, avec d'autres militants civiques antigouvernementaux, a pris le contrôle de certaines parties de la Corée du Sud de 1862 à 1864 jusqu'à ce qu'il meure exécuté.
Le mouvement fut poursuivi par Choe Si-hyeong (1829-1898) qui systématisa sa doctrine de Je-u. Lui aussi fut exécuté.
En 1898, à la suite de l'exécution de Si-hyeong, le nouveau chef du Donghak, Son Byong-hi, demanda l'asile politique au  Japon voisin. Après la guerre russo-japonaise de 1904, il retourna en Corée et fonda la Chinbohoe (« société progressiste »), un nouveau mouvement culturel réformateur conçu pour inverser le déclin de la nation coréenne et créer une nouvelle société. Grâce au Donghak, il mène un mouvement national visant à l'amélioration sociale par la rénovation des anciennes coutumes et modes de vie. Des centaines de milliers de membres du Donghak coupent alors leurs cheveux longs et commence à porter des vêtements simples et modestes. Des manifestations non -violentes pour l'amélioration sociale organisées par des membres de Donghak ont eu lieu tout au long de l'année 1904.
Sous le troisième patriarche du mouvement Donghak, Son Byeong-hui, le mouvement devient une religion appelée Cheondogyo, ou Cheondoïsme, qui est toujours aujourd'hui pratiquée en Corée du Nord et du Sud.

## Choe Je-u
Le traité de Choe Je-u plaidait pour un retour à une compréhension confucéenne du Ciel, en mettant l'accent sur le développement personnel et l'amélioration de la propre nature de chacun. Comme l'a écrit Choe, la Voie du Ciel étant dans notre propre esprit, en améliorant notre nature, nous atteignons également la Voie du Ciel.
Le mouvement Donghak n’était pas guidé par un programme spécifique ni par une doctrine définie. Choe croyait à l'improvisation au fur et à mesure que les événements se présentaient. Il n’avait aucun plan ni aucune vision pratique sur la façon dont on pourrait s’y prendre pour établir un paradis sur Terre, et encore moins sur ce que signifiait ce paradis, si ce n'est que tous les humains devaient être égaux. Néanmoins, le plaidoyer de Choe en faveur de la démocratie, des droits de l'homme et du nationalisme coréen a touché une corde sensible parmi les paysans en souffrance et le Donghak s'est rapidement répandu à travers la Corée en fédérant la révolte paysanne.

## Voir également
- Cheondoïsme
- Yongdamjeong
- Révolution paysanne de Donghak
- Coup d'État de Gapsin
- Jang Il-soon, qui a construit un monument en l'honneur du deuxième chef de Dong Hak, Choi Shi-hyung
- Armée juste